# Aska, Dals och Bobergs domsagas valkrets
Aska, Dals och Bobergs domsagas valkrets var vid riksdagsvalen till andra kammaren 1866–1908 en särskild valkrets med ett mandat. Valkretsen, som omfattade Aska, Dals och Bobergs domsaga, bestående av Aska, Dals och Bobergs härader, avskaffades inför valet 1911 och gick upp i Östergötlands läns norra valkrets.

## Riksdagsmän
- Jonas Andersson, min 1867, nylib 1868–1869 (1867–1869)
- Otto Edvard Carlsund, lmp (1870–1872)
- Jonas Andersson, lmp (1873–1884)
- Carl Jakob Jakobson, lmp 1885–1887, nya lmp 1888–1894, lmp 1895–1905 (1885–1905)
- Joseph Hermelin, nfr (1906–1909)
- Johan Alfred Peterson, nfr 1910 (1910–1911)

## Valresultat

### 1896
| Andrakammarvalet i Sverige 1896: Aska, Dals och Bobergs domsagas valkrets | Andrakammarvalet i Sverige 1896: Aska, Dals och Bobergs domsagas valkrets | Andrakammarvalet i Sverige 1896: Aska, Dals och Bobergs domsagas valkrets | Andrakammarvalet i Sverige 1896: Aska, Dals och Bobergs domsagas valkrets | Andrakammarvalet i Sverige 1896: Aska, Dals och Bobergs domsagas valkrets |
| Kandidat                                                                  | Kandidat                                                                  | Röster                                                                    | Röster                                                                    | Röster                                                                    |
| Kandidat                                                                  | Kandidat                                                                  | Antal                                                                     | %                                                                         | +− %                                                                      |
| ------------------------------------------------------------------------- | ------------------------------------------------------------------------- | ------------------------------------------------------------------------- | ------------------------------------------------------------------------- | ------------------------------------------------------------------------- |
|                                                                           | Carl Jakob Jakobson                                                       | 390                                                                       | 58,2                                                                      |                                                                           |
|                                                                           | Joseph Hermelin (n)                                                       | 162                                                                       | 24,2                                                                      |                                                                           |
|                                                                           | Kr. Gustafsson i Ekhaga                                                   | 118                                                                       | 17,6                                                                      |                                                                           |
| Antal giltiga röster                                                      | Antal giltiga röster                                                      | 670                                                                       |                                                                           |                                                                           |
| Kasserade röster                                                          | Kasserade röster                                                          | 4                                                                         |                                                                           |                                                                           |
| Totalt                                                                    | Totalt                                                                    | 674                                                                       |                                                                           |                                                                           |

Valdeltagandet var 64,2%

### 1899
| Andrakammarvalet i Sverige 1899: Aska, Dals och Bobergs domsagas valkrets | Andrakammarvalet i Sverige 1899: Aska, Dals och Bobergs domsagas valkrets | Andrakammarvalet i Sverige 1899: Aska, Dals och Bobergs domsagas valkrets | Andrakammarvalet i Sverige 1899: Aska, Dals och Bobergs domsagas valkrets | Andrakammarvalet i Sverige 1899: Aska, Dals och Bobergs domsagas valkrets |
| Kandidat                                                                  | Kandidat                                                                  | Röster                                                                    | Röster                                                                    | Röster                                                                    |
| Kandidat                                                                  | Kandidat                                                                  | Antal                                                                     | %                                                                         | +− %                                                                      |
| ------------------------------------------------------------------------- | ------------------------------------------------------------------------- | ------------------------------------------------------------------------- | ------------------------------------------------------------------------- | ------------------------------------------------------------------------- |
|                                                                           | Carl Jakob Jakobson                                                       | 426                                                                       | 55,0                                                                      | ▼3,2%                                                                     |
|                                                                           | Kr. Gustafsson i Ekhaga                                                   | 332                                                                       | 42,8                                                                      | ▲25,2%                                                                    |
|                                                                           | Johan Alfred Peterson i Qvissberg                                         | 16                                                                        | 2,1                                                                       |                                                                           |
|                                                                           | Övriga kandidater                                                         | 1                                                                         | 0,1                                                                       | —                                                                         |
| Antal giltiga röster                                                      | Antal giltiga röster                                                      | 775                                                                       |                                                                           |                                                                           |
| Kasserade röster                                                          | Kasserade röster                                                          | 0                                                                         |                                                                           |                                                                           |
| Totalt                                                                    | Totalt                                                                    | 775                                                                       |                                                                           |                                                                           |

Valet ägde rum den 20 augusti 1899. Valdeltagandet var 60,9%

### 1902
| Andrakammarvalet i Sverige 1902: Aska, Dals och Bobergs domsagas valkrets | Andrakammarvalet i Sverige 1902: Aska, Dals och Bobergs domsagas valkrets | Andrakammarvalet i Sverige 1902: Aska, Dals och Bobergs domsagas valkrets | Andrakammarvalet i Sverige 1902: Aska, Dals och Bobergs domsagas valkrets | Andrakammarvalet i Sverige 1902: Aska, Dals och Bobergs domsagas valkrets |
| Kandidat                                                                  | Kandidat                                                                  | Röster                                                                    | Röster                                                                    | Röster                                                                    |
| Kandidat                                                                  | Kandidat                                                                  | Antal                                                                     | %                                                                         | +− %                                                                      |
| ------------------------------------------------------------------------- | ------------------------------------------------------------------------- | ------------------------------------------------------------------------- | ------------------------------------------------------------------------- | ------------------------------------------------------------------------- |
|                                                                           | Carl Jakob Jakobson                                                       | 596                                                                       | 44,1                                                                      | ▼10,9%                                                                    |
|                                                                           | Kr. Gustafsson i Ekhaga                                                   | 436                                                                       | 32,3                                                                      | ▼10,5%                                                                    |
|                                                                           | Carl Sjögren                                                              | 318                                                                       | 23,5                                                                      |                                                                           |
|                                                                           | Övriga kandidater                                                         | 1                                                                         | 0,1                                                                       | —                                                                         |
| Antal giltiga röster                                                      | Antal giltiga röster                                                      | 1351                                                                      |                                                                           |                                                                           |
| Kasserade röster                                                          | Kasserade röster                                                          | 2                                                                         |                                                                           |                                                                           |
| Totalt                                                                    | Totalt                                                                    | 1353                                                                      |                                                                           |                                                                           |

Valet ägde rum den 7 september 1902. Valdeltagandet var 77,2%

### 1905
| Andrakammarvalet i Sverige 1905: Aska, Dals och Bobergs domsagas valkrets | Andrakammarvalet i Sverige 1905: Aska, Dals och Bobergs domsagas valkrets | Andrakammarvalet i Sverige 1905: Aska, Dals och Bobergs domsagas valkrets | Andrakammarvalet i Sverige 1905: Aska, Dals och Bobergs domsagas valkrets | Andrakammarvalet i Sverige 1905: Aska, Dals och Bobergs domsagas valkrets |
| Kandidat                                                                  | Kandidat                                                                  | Röster                                                                    | Röster                                                                    | Röster                                                                    |
| Kandidat                                                                  | Kandidat                                                                  | Antal                                                                     | %                                                                         | +− %                                                                      |
| ------------------------------------------------------------------------- | ------------------------------------------------------------------------- | ------------------------------------------------------------------------- | ------------------------------------------------------------------------- | ------------------------------------------------------------------------- |
|                                                                           | Joseph Hermelin                                                           | 945                                                                       | 67,5                                                                      | ▲23,4%                                                                    |
|                                                                           | Kr. Gustafsson i Ekhaga                                                   | 454                                                                       | 32,5                                                                      | ▲0,3%                                                                     |
| Antal giltiga röster                                                      | Antal giltiga röster                                                      | 1399                                                                      |                                                                           |                                                                           |
| Kasserade röster                                                          | Kasserade röster                                                          | 8                                                                         |                                                                           |                                                                           |
| Totalt                                                                    | Totalt                                                                    | 1407                                                                      |                                                                           |                                                                           |

Valet ägde rum den 17 september 1905. Valdeltagandet var 80,6%

### 1908
| Andrakammarvalet i Sverige 1908: Aska, Dals och Bobergs domsagas valkrets | Andrakammarvalet i Sverige 1908: Aska, Dals och Bobergs domsagas valkrets | Andrakammarvalet i Sverige 1908: Aska, Dals och Bobergs domsagas valkrets | Andrakammarvalet i Sverige 1908: Aska, Dals och Bobergs domsagas valkrets | Andrakammarvalet i Sverige 1908: Aska, Dals och Bobergs domsagas valkrets |
| Kandidat                                                                  | Kandidat                                                                  | Röster                                                                    | Röster                                                                    | Röster                                                                    |
| Kandidat                                                                  | Kandidat                                                                  | Antal                                                                     | %                                                                         | +− %                                                                      |
| ------------------------------------------------------------------------- | ------------------------------------------------------------------------- | ------------------------------------------------------------------------- | ------------------------------------------------------------------------- | ------------------------------------------------------------------------- |
|                                                                           | Joseph Hermelin                                                           | 865                                                                       | 54,0                                                                      | ▼13,5%                                                                    |
|                                                                           | Fredrik Johansson (frisinnad)                                             | 736                                                                       | 46,0                                                                      |                                                                           |
| Antal giltiga röster                                                      | Antal giltiga röster                                                      | 1601                                                                      |                                                                           |                                                                           |
| Kasserade röster                                                          | Kasserade röster                                                          | 1                                                                         |                                                                           |                                                                           |
| Totalt                                                                    | Totalt                                                                    | 1602                                                                      |                                                                           |                                                                           |

Valet ägde rum den 6 september 1908. Valdeltagandet var 77,7%